# Từ Thức (vở chèo)
Từ Thức là một trong bảy vở chèo cổ đầu tiên của nghệ thuật sân khấu chèo Việt Nam. Các vở chèo kinh điển của nghệ thuật chèo được lưu giữ lại đến nay gồm: Quan Âm Thị Kính, Trương Viên, Chu Mãi Thần, Kim Nham, Lưu Bình - Dương Lễ, Trinh Nguyên và Từ Thức mang tính tiêu biểu, được coi là chuẩn mực, tạo ra sức ảnh hưởng lớn cho nền nghệ thuật chèo Việt Nam hiện nay. Hầu hết các làn điệu chèo đều được trích ra từ các vở chèo kinh điển này.

## Nội dung
Từ Thức quê ở ở Hòa Châu (Thanh Hóa). Ông làm một chức quan nhỏ thuộc huyện Tiên Du, Bắc Ninh. Do có sở thích hay đi ngao du, xem phong cảnh đẹp và làm thơ nên ông xin từ quan về quê Tống Sơn (Thanh Hóa). Khi trước có một ngôi chùa danh tiếng, khi Từ Thức đến thăm chùa có nhìn thấy một thiếu nữ xinh đẹp đến xem hoa nhỡ tay vịn gãy một cành hoa mẫu đơn, không có gì để đền, nên bị các chú tiểu nhà chùa bắt giữ lại để phạt vạ. Từ Thức liền cởi áo mặc ngoài, chuộc cho thiếu nữ. Mọi người đứng xem đều khen Từ Thức là người nhân đức.
Từ Thức nghe danh cửa Thần Phù huyện Tống Sơn có nhiều núi đẹp, liền đem theo một tiểu đồng và một túi đàn đến dựng một gian nhà nhỏ ở chân núi để ở. Một hôm, dậy sớm, trông ra cửa Thần Phù thấy có mây ngũ sắc kết thành hình hoa sen, Từ Thức một mình chèo thuyền ra phía ấy. Đến chân một dãy núi cao ngất, chạy sát mặt biển, Từ Thức buộc thuyền lên bờ và trèo lên một mỏm đá cao. Chợt trông thấy một cái hang bên sườn núi. Từ Thức mới đi được vài bước thì cửa hang bỗng đóng ập lại. Từ Thức phải lần theo khe nước mà đi. Thấy núi cao vòi vọi, sườn núi dốc ngược, Từ Thức cố bám vào hốc đá trèo lên. Lên cao, ông thấy có đường rộng, rồi lên đến đỉnh núi thì trời quang đãng, ánh sáng rực rỡ, xa xa có lâu đài cung điện nhấp nhô bên những lùm cây xanh. Phu nhân bảo thị nữ gọi một tiểu thư ra. Vừa trông thấy, Từ Thức nhận ngay ra người con gái đánh gãy cành hoa mẫu đơn trong chùa ngày nọ. Người con gái đó có tên là Giáng Hương, mang ơn của Từ Thức nên đem lòng cảm kích. Ngay đêm hôm ấy, phu nhân sai mở tiệc hoa, cho hai người làm lễ thành hôn.
Từ Thức ở được chừng một năm, có ý nhớ nhà, nói với Giáng Hương rằng: " Tôi đi xa nhà đã lâu, lắm lúc nhớ quê cũ, muốn về thăm một chút". Giáng Hương khuyên rằng: "Thiếp không phải vì tình lưu luyến hẹp hòi mà ngăn trở ý định của chàng, chỉ vì ở trần gian tháng ngày ngắn ngủi, sợ chàng có về đến nhà, cũng không thấy còn như trước nữa". Sau đó vị phu nhân mới sai người lấy một cỗ xe để tiễn đưa chàng. Giáng Hương viết một phong thư dán kín đưa cho chồng, dặn đến nhà hãy mở ra xem.
Từ Thức từ biệt Giáng Hương và Phu nhân, rồi lên xe, chỉ chớp mắt đã về đến làng cũ. Phong cảnh khác hẳn xưa, chỉ còn hai bên khe núi là vẫn nguyên như trước. Chàng đem họ tên mình hỏi thăm các cụ già trong làng thì có một cụ trả lời: "Thuở bé tôi nghe nói ông cụ tam đại nhà tôi cũng cùng tên họ như ông, đi vào núi mất đến nay đã hơn 80 năm. 
Từ Thức buồn rầu, muốn lại ngồi lên xe tiên để đi, thì xe đã hóa thành chim loan bay đi mất rồi. Mở bức thư của Giáng Hương ra xem, chàng chỉ thấy có dòng chữ: "Ở nơi tiên cảnh, cùng nhau kết bạn, nay duyên xưa đã hết, không còn mong hội ngộ". Về sau, người ta thấy Từ Thức đội cái nón nhỏ vào núi Hoàng Sơn (thuộc huyện Nông Cống, Thanh Hóa) không thấy trở về nữa.

## Giá trị nội dung và nghệ thuật
Có ý kiến nghiên cứu nhận định rằng chèo thiên về tính nữ thì ở vở chèo Từ Thức nhận định này lại là không đúng. Nghệ thuật sân khấu chèo diễn tả tình cảm nội tâm đậm chất trữ tình của nhân vật, cốt truyện tới nhân vật, tới làn điệu chèo. Vở chèo với nội dung chính là tình yêu giữa Từ Thức và Giáng Hương, giữa người trần và tiên, đã tạo nên một câu chuyện cổ tích đầy tính thơ và huyền ảo. Người xem cảm nhận rõ tính “trữ tình” qua những làn điệu dân thiết tha, gần gũi, dễ làm rung động lòng người. Bối cảnh sân khấu chính của vở chèo là cảnh thiên nhiên, sông núi quê hương nên thơ càng tăng thêm chất trữ tình. 
Về nghệ thuật sân khấu – Bối cảnh sân khấu, trang phục, đạo cụ biểu diễn: Toàn bộ vở kịch được trình diễn trên một sân khấu và không có đoạn thay màn diễn. Khung cảnh được xây dựng là cảnh núi cao, mây trắng, đó là khung cảnh tiên giới. Trên sân khấu cũng không có nhiều đạo cụ, mọi đồ vật gần như là do hành động của nhân vật tạo nên. Chẳng hạn như lúc Giáng Hương và Từ Thức uống rượu giao bôi, trên tay họ không có chén mà họ tạo hình bàn tay như đang cầm chén. Các cảnh trang trí, trang phục, đạo cụ biểu diễn gần như đã phác họa tính cách nhân vật một cách rõ nét. Nhân vật Từ Thức khăn xếp, áo the thể hiện rõ khí chất người có tài, con người đĩnh đạc, chỉn chu. Nhân vật hề áo nâu, có phần lôi thôi thể hiện rõ chất dân dã, xuề xòa. Nhân vật Giáng Hương và các nàng tiên váy lụa thiết tha yểu điệu. 
Trong trích đoạn chèo “Từ Thức gặp tiên”, chiếc quạt trong tay nhân vật Từ Thức được sử dụng vô cùng linh hoạt, khi là mái chèo mở đầu vở diễn, lúc là phong thư không bị gò ép vào bất cứ một hình thức nghệ thuật nào trên sân khấu. Với nhân vật hề, đạo cụ là gậy gỗ, chiếc gậy trong tay anh hề khi theo hầu cậu khi dùng để quấn túi hành trang, khi cắp nách, lúc cầm ở tay lúc lại để múa để đùa nghịch, vui cười. Bản năng sáng tạo của người nghệ sỹ đã làm cho chiếc gậy trở nên có thần, nó vô tri mà chứa đựng sức sống mang lại được tiếng cười sảng khoái. 
Trong vở chèo này, dân gian đã xây dựng một nhân vật Từ Thức với vẻ ngoài thư sinh tri thức, có học với những cử chỉ vô cùng tao nhã; khuôn mặt và vóc dáng nhã nhặn; cách nói chuyện lịch sự, ngữ điệu nhẹ nhàng, không cường điệu. Trong phần đầu khi trên sân khấu chỉ có Từ Thức và Hề, lời thoại của Từ Thức khá ít, chủ yếu gây chú ý ở vẻ bề ngoài hết sức lịch thiệp. Chỉ đến phân đoạn cuối khi gặp Giáng Hương, chàng mới có dịp thể hiện những phẩm chất và bày tỏ lòng mình. Giáng Hương, là nhân vật nữ chính của vở chèo tuy xuất hiện khá muộn nhưng cũng đã thể hiện được phần nào tính cách và tấm lòng của nàng. Với những cử chỉ yểu điệu, e lệ, nàng là một cô gái tuyệt sắc. Sau lần được Từ Thức cứu giúp tại chùa, nàng đã đem lòng cảm mến chàng và có mong muốn cùng chàng nên duyên. Để xây dựng nên một Giáng Hương đẹp người đẹp nét, dân gian đã sử dụng nhiều yếu tố kì ảo, mang hơi hướng của truyện cổ tích. 
Trong trích đoạn chèo “Từ Thức gặp tiên”, nhân vật hề xuất hiện là hề gậy. Hề là nhân vật có nhiều lời thoại và gây được nhiều sự chú ý nhất. Với ngữ điệu cường điệu hóa, có những sự việc rất đỗi bình thường nhưng qua lời kể của Hề nó lại thành một câu chuyện vô cùng thú vị: “Con mắc dở khai đao hai vợ chồng con chó chuộc nó đẻ nhau làm nát cái ao rau cần con mới bắt nó ra xé xác phanh thây để tăng trình lột thảm”. “Khai đao, xé xác phanh thây” mặc dù là những động từ rất mạnh mẽ nhưng lại được hề nói ra như thể đó là ngôn ngữ thông thường. Thêm nữa, những lí giải của Hề về các sự việc cũng rất trẻ con, rất thuần. Hề cho rằng: “Người ốm thì da xanh ngăn ngắt vậy nên trời xanh nghĩa là trời đang ốm”. Đó là những suy nghĩ hết sức tự nhiên, thấy gì nói ấy. Hay như cách nói ngược thời gian: Kêu đau vì bị ngựa đá nhưng hóa ra là con ngựa nó hẹn mai ra cổng mới đá làm cho người xem cảm thấy rất thú vị. Không chỉ tạo sự hài hước bằng những suy nghĩ ấy, hề còn gây tiếng cười với những lối chơi chữ trong dân gian như “ba vợ” là “vơ bạ”; “vợ con” là “còn vơ”. 
Với “Từ Thức gặp tiên” vở chèo mang một nét đặc sắc riêng, một phong cách nhẹ nhàng hơn, mang lại cho người nghe những tiếng cười nhưng ẩn sau đó là những giá trị đạo đức sâu sắc. Tiêu biểu ở đoạn cuối vở chèo, khi Từ Thức cùng Giáng Hương và các nàng tiên múa, say ca thưởng rượu, âm thanh chèo là sự hòa tấu các nhạc cũ có tiếng trống cơm bập bùng, tiếng nhị réo rắt, tiếng trống con kết hợp hài hòa tạo thành một bản nhạc đậm chất trữ tình, xao xuyến lòng người. Vở chèo “Từ Thức gặp tiên” là sự ngợi ca tình yêu giữa trần và tiên, vẽ lên một cõi mơ mộng cổ tích, thể hiện ước mơ về lẽ công bằng của dân gian “ở hiền gặp lành/ ác giả ác báo”. Đồng thời, nó còn khắc họa rõ nét khát vọng của nhân dân Việt Nam ta luôn hướng về cõi tiên, mong muốn một cuộc sống ấm no hạnh phúc. Không chỉ vậy, vở chèo còn vẽ nên bức tranh phong cảnh hữu tình nên thơ của quê hương đất nước, tấm lòng son sắc với quê hương của Từ Thức, thể hiện lòng tự hào dân tộc, tinh thần yêu nước của nhân dân.

## Dấu ấn các nghệ sĩ
- NSND Thanh Hoài (Trường Đại học Sân khấu điện ảnh Hà Nội) vai Giáng Hương trong vở Từ Thức gặp tiên để lại trong bà nhiều kỷ niệm nhất. Đó là năm Nhà hát Chèo Việt Nam mang vở này đi Hội diễn Sân khấu chèo toàn quốc năm 1990, khi chỉ còn 2 ngày nữa là đến buổi diễn chính thức thì cô diễn viên chính bị ốm, đi nằm viện và Thanh Hoài được thế chân. Và thật bất ngờ bà được nhận Huy chương Vàng với vai diễn Giáng Hương.[3]
- NSƯT Thảo Quyên và NSƯT Hồng Nam (Nhà hát Chèo Hà Nội) cũng rất thành công với vai diễn Giáng Hương và Từ Thức trong trích đoạn chèo Từ Thức gặp tiên.
- Vở chèo Từ Thức của Nhà hát Chèo Việt Nam giành Huy chương Vàng tại hội diễn sân khấu chèo năm 1990.[4]